# 1787 у літературі

## Події
- 29 серпня — в Гамбурзі відбулась прем'єра п'єси «Дон Карлос, інфант іспанський» Фрідріха Шиллера.

## Книги

### П'єси
- «Дон Карлос, інфант іспанський» — трагедія Фрідріха Шиллера.

## Народились
- 16 грудня — Мері Мітфорд, англійська письменниця.

## Померли
- 28 жовтня — Йоганн Карл Август Музеус, німецький письменник, літературний критик, філолог.